# 這就是聖誕節？
〈這就是聖誕節？〉（英語：So This Is Christmas?）是美國超級英雄類型的網路影集《鷹眼》第一季的第六集，也是該季的季終集，改編自漫威漫畫的角色「鷹眼」克林特·巴頓和凱特·畢夏普。本集为漫威電影宇宙的系列作品之一，與漫威電影宇宙系列電影處於同一架空世界和共同世界。本集由瑞斯·湯瑪斯執導，喬納森·伊格拉和愛麗莎·克萊門（Elisa Climent）聯合編劇。本集講述凱特得知母親艾蓮諾隱藏的秘密，克林特需要分別面對運動服黑幫和「黑寡婦」葉蓮娜·貝洛娃的追殺。
傑瑞米·雷納繼續出演漫威電影宇宙系列電影中的角色「鷹眼」克林特·巴頓，海莉·史坦菲德出演凱特·畢夏普。主演還包括佛蘿倫絲·普伊、東尼·達爾頓、弗拉·菲、文森·唐諾佛利歐、阿拉奎·考克斯、艾力克斯·保諾維奇、彼得·亞當奇克、琳達·卡德里尼和薇拉·法蜜嘉。本集在紐約和喬治亞州的亞特蘭大取景拍攝。
〈這就是聖誕節？〉於2021年12月22日在Disney+首播。

## 劇情
艾蓮諾為了償還去世的丈夫德里克欠下的債務，被迫與「金霸王」威爾遜·菲斯克合作。當前，艾蓮諾用備份的資料威脅菲斯克，希望能中斷合作關係。「鷹眼」克林特·巴頓和凱特·畢夏普從「黑寡婦」葉蓮娜·貝洛娃傳來的影片中得知，艾蓮諾遵循菲斯克的指示殺害亞蒙·杜凱恩三世，並嫁禍給未婚夫傑克·杜凱恩。
聖誕夜，為了保護艾蓮諾，克林特和凱特以及兩人結識的多名臨場動態角色扮演遊戲玩家進入艾蓮諾在洛克斐勒中心舉行的聖誕派對。艾蓮諾向凱特承認自己與菲斯克合作的前因。依照菲斯克的命令，卡齊聯同運動服黑幫前來刺殺艾蓮諾。見到克林特在場，卡齊及其幫眾開始將目標轉為擊殺克林特。格里斯帶著其他遊戲玩家幫忙疏散客人，克林特和凱特聯手擊敗眾多運動服黑幫成員。隨後趕到的瑪雅·洛佩茲殺死背叛自己的卡齊。克林特再次與葉蓮娜會面，但葉蓮娜仍然沒有放棄追殺克林特，克林特承認當時未能阻止好友「黑寡婦」娜塔莎·羅曼諾夫自殺，並回憶起與娜塔莎搭檔的經歷，葉蓮娜最終寬恕了克林特。凱特找到母親艾蓮諾，與追蹤而來的菲斯克對戰，凱特使用克林特的密技箭擊倒菲斯克。艾蓮諾因謀殺亞蒙被紐約警方逮捕，菲斯克趁機逃離現場。瑪雅在小巷中攔截住受傷的菲斯克，舉槍射向菲斯克。
數天後，克林特和凱特帶著「披薩狗」來福回到克林特的家中。克林特將找回的神盾局手錶交還給妻子蘿拉·巴頓，前神盾局19號特工。克林特燒毀了浪人的戰鬥服，並希望凱特能繼續幫忙設計鷹眼的服裝。
《羅傑斯：音樂劇》的更多片段於片尾彩蛋中呈現。

## 製作

### 開發
2019年4月，漫威影業宣佈為其旗下在線流媒體平台Disney+開發以「鷹眼」克林特·巴頓為主角的影集，劇情將涉及凱特·畢夏普。2019年9月，喬納森·伊格拉正式被選定為影集《鷹眼》的首席編劇。2020年7月，瑞斯·湯瑪斯確定執導影集的其中一個製作區塊。影集的執行製作人包括喬納森·伊格拉、瑞斯·湯瑪斯、布拉德·溫德鮑姆、陳貞、維多莉亞·阿隆索、路易斯·德·埃斯波西托和凱文·費吉。本集標題為〈這就是聖誕節？〉（So This Is Christmas?），由瑞斯·湯瑪斯執導，喬納森·伊格拉和愛麗莎·克萊門（Elisa Climent）聯合編劇。

### 選角
傑瑞米·雷納繼續出演漫威電影宇宙系列電影中的角色「鷹眼」克林特·巴頓，海莉·史坦菲德飾演女主角凱特·畢夏普。佛蘿倫絲·普伊飾演「黑寡婦」葉蓮娜·貝洛娃。東尼·達爾頓飾演傑克·杜凱恩／劍客。弗拉·菲飾演卡齊。文森·唐諾佛利歐飾演「金霸王」威爾遜·菲斯克。阿拉奎·考克斯飾演瑪雅·洛佩茲／回聲女。艾力克斯·保諾維奇飾演伊凡·巴尼奧尼斯（Ivan Banionis）。彼得·亞當奇克飾演托馬·德爾加多（Tomas Delgado）。琳達·卡德里尼飾演蘿拉·巴頓。薇拉·法蜜嘉飾演艾蓮諾·畢夏普:51:26–51:50。
克林特·巴頓和凱特·畢夏普的動物夥伴「披薩狗」來福出現於本集之中，由名為祖迪（Jolt）的狗狗出演。

### 音樂
克里斯托弗·貝克為影集作曲，他此前為2015年電影《蟻人》、2018年電影《蟻人與黃蜂女》和2021年影集《汪達幻視》作曲。影集的音樂原聲帶分為兩輯。包括後三集音樂的第二輯於2021年12月22日發售，由克里斯托弗·貝克和麥可·帕拉斯凱瓦斯（Michael Paraskevas）作曲。

## 發行
〈這就是聖誕節？〉於2021年12月22日在Disney+首播。

## 迴響
〈這就是聖誕節？〉得到整體好評。根据評論匯總网站爛番茄汇总的10篇评论文章，100%的评论家给予该作正面评价，使之獲得「認證新鮮」標識，平均打分为7.6分（满分10分）。

## 備註
1. ↑  參見2019年電影《復仇者聯盟4：終局之戰》。
2. ↑  後續劇情參見2024年影集。

## 資料來源
1. ↑  Otterson, Joe. . Variety. 2019-04-10  [2019-04-10]. （原始内容存档于2019-04-10） （美国英语）.
2. ↑  Kit, Borys. . The Hollywood Reporter. 2019-09-06  [2019-09-06]. （原始内容存档于2019-09-06） （美国英语）.
3. ↑  Kit, Borys. . The Hollywood Reporter. 2020-07-17  [2020-07-18]. （原始内容存档于2020-07-17） （美国英语）.
4. ↑  Jackson, Angelique. . Variety. 2021-11-18  [2021-11-19]. （原始内容存档于2021-11-19） （美国英语）.
5. ↑   (PDF). Disney Media and Entertainment Distribution.   [2021-11-25]. （原始内容存档 (PDF)于2021-11-25） （美国英语）.
6. ↑  . Writers Guild of America West.   [2021-11-02]. （原始内容存档于2021-11-02） （美国英语）.
7. ↑  Igla, Jonathan; Climent, Elisa. . . 第1季. 第6集. 2021-12-22  [2021-12-26]. Disney+. （原始内容存档于2023-07-10）.片尾演職員表於50:24開始。
8. ↑  Clarke, Cass. . Comic Book Resources. 2020-12-10  [2021-05-03]. （原始内容存档于2020-12-12） （美国英语）.
9. ↑  . Film Music Reporter. 2021-09-17  [2021-09-17]. （原始内容存档于2021-09-17） （美国英语）.
10. ↑  . Film Music Reporter. 2021-12-21  [2021-12-22]. （原始内容存档于2021-12-22） （美国英语）.
11. ↑  . Marvel.com. 2021-11-24  [2021-11-24]. （原始内容存档于2021-11-24） （美国英语）.
12. ↑  . The Futon Critic.   [2021-12-26]. （原始内容存档于2022-06-08） （美国英语）.
13. ↑  . Rotten Tomatoes. Fandango Media.   [2025-01-10] （美国英语）.

## 外部連結
- 互联网电影数据库上這就是聖誕節？的资料（英文）
- 漫威影業官網提供的本集回顧 （页面存档备份，存于）